# Libellula axilena
Libellula axilena Westwood, 1837 è una libellula endemica degli Stati Uniti orientali.

## Distribuzione e habitat
Vive nella parte orientale degli Stati Uniti, dallo stato di New York alla Florida e al Texas.
Cresce in zone coperte di boschi e foreste paludose.